# Hanshermann Vohs
Hanshermann Vohs (* 4. Dezember 1923; † 2. Juli 1996) war ein deutscher Marineoffizier, zuletzt Konteradmiral der Bundesmarine.

## Leben
Vohs trat 1942 als Teil der Crew VI/42 in die Wehrmacht ein. Er war Seeoffizieranwärter in der 7. Schiffsstammabteilung in Stralsund. Die Bordausbildung erfolgte auf der M 463 in der 28. Minensuchflottille. 1944 absolvierte er dei Uboot-Ausbildung in der 2. Uboot-Lehrdivision in Gotenhafen. Danach war er Zugführer in der 1. Marinelehrabteilung in Eckernförde und Kommandant bei Kleinkampfverband (5. Seehund-Flottille). Von Mai 1945 bis Mai 1946 war er in britischer Kriegsgefangenschaft.
Vohs absolvierte 1959/60 den Admiral- und Generalstabslehrgang an der Führungsakademie der Bundeswehr. Von April 1980 bis März 1984 war er Stellvertretender Inspekteur der Marine und Chef des Stabes im Führungsstab der Marine. Zum 31. März 1984 schied er aus dem Dienst aus.
Vohs war evangelisch, verheiratet und hatte einen SOhn.

## Auszeichnungen
- 1943: Eisernes Kreuz II. Klasse
- 1944: Kriegsabzeichen für Minensuch-, U-Boot-Jagd- und Sicherungsverbände
- 1975: Verdienstkreuz am Bande des Verdienstordens der Bundesrepublik Deutschland
- 1980: Verdienstkreuz 1. Klasse des Verdienstordens der Bundesrepublik Deutschland
- 1983: Großes Verdienstkreuz des Verdienstordens der Bundesrepublik Deutschland

## Schriften
- OKEAN 75 – eine maritime Warnung, in: Marine-Rundschau: Zeitschrift für Seewesen, Band 72, Mittler, 1975, S. 449–451
- Die Seemacht der Sowjetunion und der NATO, in: Arbeitskreis für Wehrforschung (Hrsg.): Politik, Strategie und Rüstung in der Sowjetunion, Bernard & Graefe, München 1977